# Santiago Soto Baracchini
Santiago Soto Baracchini (Montevideo, 17 de octubre de 1986) es un economista y político uruguayo perteneciente al Partido Socialista del Uruguay (PS), sector de la coalición Frente Amplio (FA). Ha sido Director Nacional del Instituto Nacional de la Juventud del Ministerio de Desarrollo Social de Uruguay. Fue subdirector de la Oficina de Planeamiento y Presupuesto de Presidencia de la República, cargo equiparado a subsecretario de Estado entre marzo de 2015 y febrero de 2020

## Biografía
El 1.º de agosto de 2017 es designado Subdirector de la Oficina de Planeamiento y Presupuesto de Presidencia de la República, convirtiéndose en el integrante más joven del gabinete ministerial del Presidente Tabaré Vázquez, cargo que ocupó hasta febrero de 2020 cuando culminó la administración de dicho Presidente.
En marzo de 2015 fue designado Director del Instituto Nacional de la Juventud del Ministerio de Desarrollo Social de Uruguay, donde se consagró como el jerarca más joven en la historia del país en ocupar dicho cargo.
Desde 2008 ha trabajado en el sector público en el diseño y puesta en funcionamiento de políticas sociales directamente vinculadas a infancia, adolescencia y juventud. Se Inició como asistente del Programa INFAMILIA/MIDES en 2008 y entre 2010 y 2015 dirigió la División de Articulación y Estudios de juventud de INJU/MIDES, la cual se encarga de la elaboración y supervisión del Plan Nacional de Juventudes, así como de la generación de información y conocimiento respecto a dicha población, participando en varias investigaciones referidas a la temática. 
Se ha desempeñado como docente en secundaria y facultad, en economía, matemática y microeconomía. 

## Formación
En 2020 se graduó de la Maestría en Economía de la Universidad de la República con la tesis "La influencia del contexto en la transmisión educativa en Uruguay: tres aproximaciones empíricas".
En el año 2005 comienza su formación universitaria cursando la licenciatura en Economía en Facultad de Ciencias Económicas y de Administración de la UDELAR al mismo tiempo que iniciaba su carrera de Licenciado en Ciencia Política en la Facultad de Ciencias Sociales de la misma universidad pública. En el año 2010 se graduó como Licenciado en Economía con su tesis “Sistemas tributarios alternativos y su impacto en la distribución del ingreso y en la oferta laboral”, trabajo que realizara conjuntamente con los economistas Fernando Esponda y Mauricio De Rosa con la supervisión del actual Rector de la Universidad de la República, Ec. Rodrigo Arim. Este trabajo fue distinguido como la mejor monografía de grado en el año 2011, distinción otorgada por la propia UDELAR. Posteriormente, se gradúa como politólogo en el año 2013 con el trabajo titulado “Desafección, apoyo al sistema democrático y descontento” tutorado por los licenciados Lucía Selios y Manuel Flores. 

## Militancia social y política
Afiliado a la Juventud Socialista del Uruguay desde el año 2003, se ha convertido en un referente joven del Partido Socialista del Uruguay, sector que cuenta con 108 años de historia en el país, y que forma parte del Frente Amplio, coalición que gobiernó Uruguay desde el año 2005 al año 2020.
Ha integrado el Comité Central del Partido Socialista en reiteradas ocasiones, como delegado de la Juventud Socialista del Uruguay y electo en 2016. Cuando en el año 2016 la senadora Mónica Xavier fue elegida como Secretaria General del partido, Soto se convirtió en adjunto a la Secretaría General.
Es uno de los fundadores del comité de base funcional de Ciencias Económicas (ECOMITE), núcleo que reúne a estudiantes, egresados y docentes de ciencias económicas militantes del Frente Amplio de Uruguay.
Cuenta con una vasta trayectoria como militante estudiantil, donde se desempeñó como Consejero por el orden estudiantil al Consejo de Facultad de Ciencias Económicas y de Administración. Fue integrante de la Comisión de Asuntos Administrativos de FCCEEyA por el Orden Estudiantil en el año 2007. Además, ha sido delegado a la Convención de la FEUU entre el 2007 y 2009 por el CECEA; encargado de Organización del CECEA, electo por el ejercicio agosto de 2006-julio de 2007; delegado al Consejo Federal de la FEUU por el CECEA, durante los años 2005 y 2006; y delegado a la Convención de la FEUU (2005-2007) por el CECEA.
En su recorrido como militante social, se destaca su labor junto a otros compañeros y compañeras, en la campaña del NO A LA BAJA, hito reciente de la movilización juvenil. Dicha campaña, fue trascendental de cara al Plebiscito que tuvo lugar en Uruguay el 26 de octubre de 2014 y se votó junto con las elecciones presidenciales y parlamentarias. Esta fue una consulta popular en torno a la baja de la edad de imputabilidad penal de 18 a 16 años de edad en Uruguay. La propuesta no alcanzó los votos suficientes para ser aprobada, lo que consumó una de las mayores victorias de los derechos civiles de la reciente historia del país.
En marzo de 2019 fue candidato a la Secretaria General del Partido Socialista del Uruguay, siendo derrotado por Gonzalo Civila.

## Publicaciones destacadas
"La influencia del contexto en la transmisión educativa en Uruguay: tres aproximaciones empíricas", Documento de trabajo estudiantil basado en la tesis de Maestría en Economía.
“La bandera y el colibrí: edades y partidos en la elección de 2014”. Capítulo de libro Elecciones uruguayas 2014-2015 del Instituto de Ciencia Política, publicado con Esponda, Fernando; Flores, Manuel; Selios, Lucía.
Integrante del equipo redactor del artículo de evaluación ex ante de políticas "Sistemas tributarios alternativos y su impacto en la distribución del ingreso y en la oferta laboral", redactado con Mauricio De Rosa y Fernando Esponda. Revista Quantum Vol. VI • No1  56 2011, 56-79.
Integrante del equipo redactor "¿Ni Ni? Aportes hacia una nueva mirada", publicado en mayo de 2012, 31 páginas.
Coordinador del equipo técnico compilador de la "Revista Mirada Joven 1: Juventud y género", publicada en abril de 2011 por INJU/MIDES, ISBN: 978-9974-8196-7-2.
Integrante del equipo redactor de la tercera publicación del Observatorio Social de Programas e Indicadores del MIDES “Juventudes en Uruguay. En qué andamos y cómo somos” Archivado el 1 de enero de 2019 en Wayback Machine., publicado en julio de 2010.
Integrante del equipo redactor del documento "Uruguay: jóvenes y adolescentes dicen", informe preliminar sobre la Encuesta Nacional de Adolescencia y Juventud 2008, publicado en setiembre de 2009.
Integrante del equipo redactor del documento “Estrategia Nacional para la Infancia y la Adolescencia 2010-2030. Bases para su implementación”, publicado el de 5 de diciembre de 2008.
- Datos: Q60828673